# Marchiennes
Marchiennes és un municipi francès, situat a la regió dels Alts de França, al departament del Nord. L'any 2006 tenia 4.690 habitants. Limita al nord amb nord amb Beuvry-la-Forêt, al nord-est amb Tilloy-lez-Marchiennes, a l'est amb Warlaing, al sud-est amb Wandignies-Hamage, al sud amb Rieulay, al sud-oest amb Vred i Pecquencourt, a l'oest amb Flines-lez-Raches i al nord-oest amb Bouvignies.

## Demografia
| 1962                                       | 1968  | 1975  | 1982  | 1990  | 1999  | 2006  |
| ------------------------------------------ | ----- | ----- | ----- | ----- | ----- | ----- |
| 3.417                                      | 3.375 | 3.267 | 3.564 | 4.164 | 4.641 | 4.690 |
| Des de 1962: població sense dobles comptes |       |       |       |       |       |       |

## Administració
| Període   | Identitat           | Partit |
| --------- | ------------------- | ------ |
| 1983-1989 | Moise Dufour        | PCF    |
| 1989-1995 | Jean-Pierre Lemaire | PS     |
| 1995-2006 | Serge Gaillot       | RPR    |
| 2006-     | Claude Merly        | PCF    |